# Wspólnota administracyjna Obersulm
Wspólnota administracyjna Obersulm – wspólnota administracyjna (niem. Vereinbarte Verwaltungsgemeinschaft) w Niemczech, w kraju związkowym Badenia-Wirtembergia, w rejencji Stuttgart, w regionie Heilbronn-Franken, w powiecie Heilbronn. Siedziba wspólnoty znajduje się w miejscowości Obersulm, przewodniczącym jej jest Harry Murso.
Wspólnota zrzesza jedno miasto i jedną gminę wiejską:
- Löwenstein, miasto, 3 134 mieszkańców, 23,46 km²
- Obersulm, 13 952 mieszkańców, 31,07 km²